# Paula Zell
Paula Zell (* 25. September 1881 in München; †  25. Februar 1963 ebenda) war eine Mäzenatin der Heimerziehung.

## Leben
1908 heiratete sie den Architekten Franz Zell. Als der  Erste Weltkrieg begann, äußerte sich ihre Karitas in ehrenamtlicher Arbeit beim  Bayerischen Roten Kreuz. Später wurde sie in den Vorstand des Säuglingsheims an der Lachnerstraße berufen. Sie kam auch in den Vorstand des Kinderheims St. Marien-Ludwig-Ferdinand, dessen Unterstützungskomitee sie leitete. Nach der  Deutschen Inflation 1914 bis 1923 organisierte sie karitative Sammlungen, um die Not des Heims zu lindern. 
Den Anstoß für den wohltätigen Chrysanthemenball gab Zell, nachdem sie 1924 durch eine Krankenschwester der Kinderklinik an der Lachnerstraße erfahren hatte, dass es im Säuglingsheim weder Heizung noch ausreichend medizinische Geräte gab. Um das Krankenhaus zu unterstützen, gründete Zell den Verein Freunde des Chrysanthemenballs.
Im Münchner Fasching richtete sie am 3. Februar 1925 die erste Tanzveranstaltung unter dem Namen Chrysanthemenball aus. Als Wohltätigkeitsveranstaltung sammelte er Geld für das Säuglingsheim und in den folgenden Jahren auch für das Kinderheim. Alljährlich kamen Spenden in fünfstelliger Höhe zusammen.
Im Zweiten Weltkrieg wurde das Kinderheim bei den Luftangriffen auf München beschädigt. Trotz schwerer gesundheitlicher Probleme sorgte Paula Zell in der Nachkriegszeit für den Wiederaufbau des Heims.

## Ehrungen
- Bundesverdienstkreuz 1. Klasse (1953)[3]
- Bayerischer Verdienstorden (1959)